# Mariene ecoregio Scotiaplat
De Mariene ecoregio Scotiaplat (39) (Engels: Scotian Shelf marine ecoregion) is een biogeografische regio en ligt in het noordwesten van de Atlantische Oceaan in de Mariene provincie Koude Gematigde Noordwestelijke Atlantische Oceaan (5) in het Marien rijk Gematigde Noordelijke Atlantische Oceaan. De mariene ecoregio is vastgesteld door het World Wide Fund for Nature en The Nature Conservancy en is vernoemd naar het Scotiaplat.
In het oosten grenst het gebied aan de mariene ecoregio Saint Lawrencebaai-Oostelijk Scotiaplat (37) en in het westen aan de mariene ecoregio Golf van Maine/Fundybaai (40).

## Geografie
De mariene ecoregio ligt in het noordwesten van de Atlantische Oceaan voor de zuidoostkust van Canada met de provincie Nova Scotia. Het gebied strekt zich uit van Cape Canso tot aan Brier Island voor de westkust van het Nova Scotia-schiereiland. Het gebied omvat onder andere ook de wateren rond het Sable-eiland.
Door het gebied stroomt de Golfstroom, onderdeel van de Noord-Atlantische gyre, en langs de kust de verlengde Labradorstroom.

## Biogeografie
Het gebied kent zeeleven dat houdt van gematigde temperaturen.